# Megastrutture giganti
Megastrutture giganti (Big, Bigger, Biggest) è un programma televisivo documentaristico anglo-statunitense del 2008, che è andato in onda dal 1 aprile 2008 al 2 agosto 2011. È andato in onda nel Regno Unito su Channel 5 e negli Stati Uniti su National Geographic. In Italia, è andato in onda sempre su National Geographic e in chiaro su Focus col titolo di Big, Bigger, Biggest: L'ingegneria fa spettacolo.

## Trama
Il programma esplora le scoperte d'ingegneria che hanno reso possibile costruire grandi strutture. Descrive le invenzioni che hanno consentito agli ingegneri di costruire le strutture più grandi del mondo, usando il 3D. L'immagine mostra la dimensione dell'oggetto in metri, i design di cui sono considerati, e cosa sarebbe successo se gli ingegneri avrebbero fatto uno sbaglio. 

## Episodi
| Stagione         | Episodi | Prima TV originale |
| ---------------- | ------- | ------------------ |
| Prima stagione   | 4       | 2008               |
| Seconda stagione | 10      | 2009               |
| Terza stagione   | 6       | 2011               |

### Stagione 1 (2008)
| n° | Titolo originale | Prima TV originale |
| -- | ---------------- | ------------------ |
| 1  | Skyscraper       | 1 aprile 2008      |
| 2  | Bridge           | 8 aprile 2008      |
| 3  | Aircraft Carrier | 15 aprile 2008     |
| 4  | Airport          | 25 marzo 2008      |

### Stagione 2 (2009)
| n° | Titolo originale | Titolo italiano                       | Prima TV originale |
| -- | ---------------- | ------------------------------------- | ------------------ |
| 1  | Tunnel           | Tunnel                                | 28 luglio 2009     |
| 2  | Submarine        | USS Pennsylvania                      | 4 agosto 2009      |
| 3  | Aircraft         | L'Antonov 124                         | 11 agosto 2009     |
| 4  | Oil Rig          | La più grande piattaforma petrolifera | 18 agosto 2009     |
| 5  | Ferris Wheel     | La ruota panoramica di Singapore      | 25 agosto 2009     |
| 6  | Space Station    | La Stazione Spaziale Internazionale   | 1 settembre 2009   |
| 7  | Dam              | La diga delle Tre Gole                | 8 settembre 2009   |
| 8  | Cruise Liner     | La più grande nave da crociera        | 15 settembre 2009  |
| 9  | Dome             | Cupole                                | 21 settembre 2009  |
| 10 | Telescope        | Telescopio gigante                    | 28 settembre 2009  |

### Stagione 3 (2011)
| n° | Titolo originale | Titolo italiano       | Prima TV originale |
| -- | ---------------- | --------------------- | ------------------ |
| 1  | Canal            | Il canale             | 5 luglio 2011      |
| 2  | Icebreaker       | La nave rompighiaccio | 12 luglio 2011     |
| 3  | Metro            | La metropolitana      | 19 luglio 2011     |
| 4  | Prison           | La prigione           | 26 luglio 2011     |
| 5  | Tower            | La torre              | 2 agosto 2011      |
| 6  | Train            | Il treno              | 9 agosto 2011      |

## Trasmissione
Il programma è stato trasmesso dal 1 aprile 2008 al 9 agosto 2011. Il programma è andato in onda nel Regno Unito su Channel 5 e negli Stati Uniti su National Geographic. In Italia, è andato in onda su National Geographic e Focus.

## Edizioni home video
Il documentario ha anche avuto DVD, tra cui quello della prima stagione, la seconda stagione e la terza stagione.